# Rumänische Eishockeyliga 1999/2000
Die Saison 1999/2000 war die 70. Spielzeit der rumänischen Eishockeyliga, der höchsten rumänischen Eishockeyspielklasse. Meister wurde zum insgesamt siebten Mal in der Vereinsgeschichte der SC Miercurea Ciuc.

## Modus
In der Hauptrunde absolvierte jede der sieben Mannschaften insgesamt 24 Spiele. Die beiden Erstplatzierten qualifizierten sich für das Meisterschaftsfinale. Für einen Sieg erhielt jede Mannschaft zwei Punkte, bei einem Unentschieden gab es einen Punkt und bei einer Niederlage null Punkte.

## Hauptrunde
|    | Klub                        | Sp | S  | U | N  | T   | GT  | Punkte |
| -- | --------------------------- | -- | -- | - | -- | --- | --- | ------ |
| 1. | SC Miercurea Ciuc           | 24 | 20 | 1 | 3  | 189 | 50  | 41     |
| 2. | Steaua Bukarest             | 24 | 17 | 2 | 5  | 128 | 65  | 36     |
| 3. | Rapid Bukarest              | 24 | 16 | 2 | 6  | 130 | 78  | 34     |
| 4. | Progym Gheorgheni           | 24 | 14 | 2 | 8  | 133 | 77  | 30     |
| 5. | CSM Dunărea Galați          | 24 | 7  | 1 | 16 | 65  | 126 | 15     |
| 6. | Sportul Studențesc Bukarest | 24 | 6  | 0 | 18 | 87  | 147 | 12     |
| 7. | Imasa Sfântu Gheorghe       | 24 | 0  | 0 | 24 | 46  | 235 | 0      |

Sp = Spiele, S = Siege, U = Unentschieden, N = Niederlagen

## Meisterschaftsfinale
- SC Miercurea Ciuc – Steaua Bukarest 3:0 (5:4, 8:0, 7:3)